# Concepción del Uruguay
Concepción del Uruguay, muitas vezes chamada em sua região apenas de Uruguay, é uma localidade argentina a leste da província de Entre Ríos, no departamento de Uruguay, à margem ocidental do rio Uruguai. Segundo o censo de 2001, conta com 64.954 habitantes. O gentílico é uruguayense ou concepcionero. Foi a primeira capital da província de Entre Ríos, e ali nasceram Justo José de Urquiza, Ricardo López Jordán e Francisco Ramirez, figuras da história da Argentina. É popularmente conhecida como La Histórica.
Foi fundada em 25 de junho de 1753 por Tomás Rocamora, sobre um solar que fora um antigo assentamento de índios minuanos, charruas, mboanes e yaros, às margens de um arroio conhecido como Arroyo de la China. O povoado ficou conhecido com o nome Arroyo de la China até o século XIX. Atualmente, este nome é apenas o do bairro mais próximo da povoação original.
No final do século XIX, havia a presença de um grupo de imigrantes residente na cidade, sobretudo franceses, que se estabeleceram naquelas paragens tão vazias como era o pampa argentino. Atualmente, a cidade conserva vários edifícios históricos, entre os quais a Casa de Delio Panizza, e o Colegio Superior (que abriga museus de ciências naturais e história).

## Toponímia
A palavra Uruguay provém do guarani, mas o significado dele não foi definido por consenso. Alguns argumentam que se refere a um pequeno pássaro chamado uru que mora na região. Outros argumentam que a palavra é dividida em Uruguá que significa caracol, e i que significa rio. A versão mais aceita é a que traduz o termo como o rio dos pássaros. A outra parte do nome da cidade refere-se ao dogma católicos da Dia da Imaculada Conceição da Virgem Maria.
A cidade é muitas vezes apelidada de A histórica, já que tem no seu passado, alguns dos eventos mais significativos da vida da província. Também conhecida como a Capital entrerriana da Cultura. A região encurtou o seu nome, sendo chamada de Uruguay pelos seus moradores, também é chamada de Conceição, embora esta forma é menos comum. Outra forma de se referir à cidade é através da suas iniciais, "CdelU" ou "cedelu". O gentilicio é uruguayense, também usado mais com menor aceitação, concepcionero.

## Hino
'Hino a Concepción del Uruguay.'
Letra e música de  Os irmãos Cuestas

Concepción del Uruguay 
 
é a terra do amor 

é a terra prometida 

Que Deus iluminou. 

Como um pilar da pátria 

sob um céu cardeal 

se levanta com história 

Concepción del Uruguay. 

A beija um rio de trinos 

a amorna um grande arenal 

e na costa assoviadora 

a lua sai a sonhar. 

Concepción del Uruguay 
 
é crista federal 

O seu nome sabe a glória 

de Uquiza meu General. 

O arroio da China 

romance de paz e amor 

Pancho Ramirez, a vida 

a Delfina ofereceu.

## História

### Antecedentes
Perto do ano 1778 se estabeleceu na região uma população chamada de Arroyo de la China (a mesma não tinha fundação), localizada ao norte do córrego homônimo e está localizada no que hoje são os bairros Poerto Viejo e La Concepción, no sul da cidade. No mesmo ano, a primeira capela foi erguida em um local que seria usado mais tarde como um cemitério.

### Fundação
Em 25 de junho de 1783, encomendado pelo vice-rei do Rio da Prata Juan José de Vértiz y Salcedo Thomas Rocamora fundou a ''Villa de Nuestra Señora de la Inmaculada Concepción del Uruguay'',  levantando o primeiro Cabildo no norte da população existente, o que actualmente é o centro administrativo e comercial da cidade.
Há discussões sobre o nome completo da cidade, há algumas versões que afirmam que se limita simplesmente  a Concepción del Uruguay.

### Epicentro da cena provincial
Em 1810, consciente do movimento que tinha acontecido em Buenos Aires, a cidade foi um das primeiras a aderir à causa da Revolução de Maio.
Em 28 de março 1814 foi a Batalha de Arroyo de la China, quando um esquadrão de realistas ao mando de Jacinto Romarate derrotou uma força comandada pelo Capitão Thomas Nother .

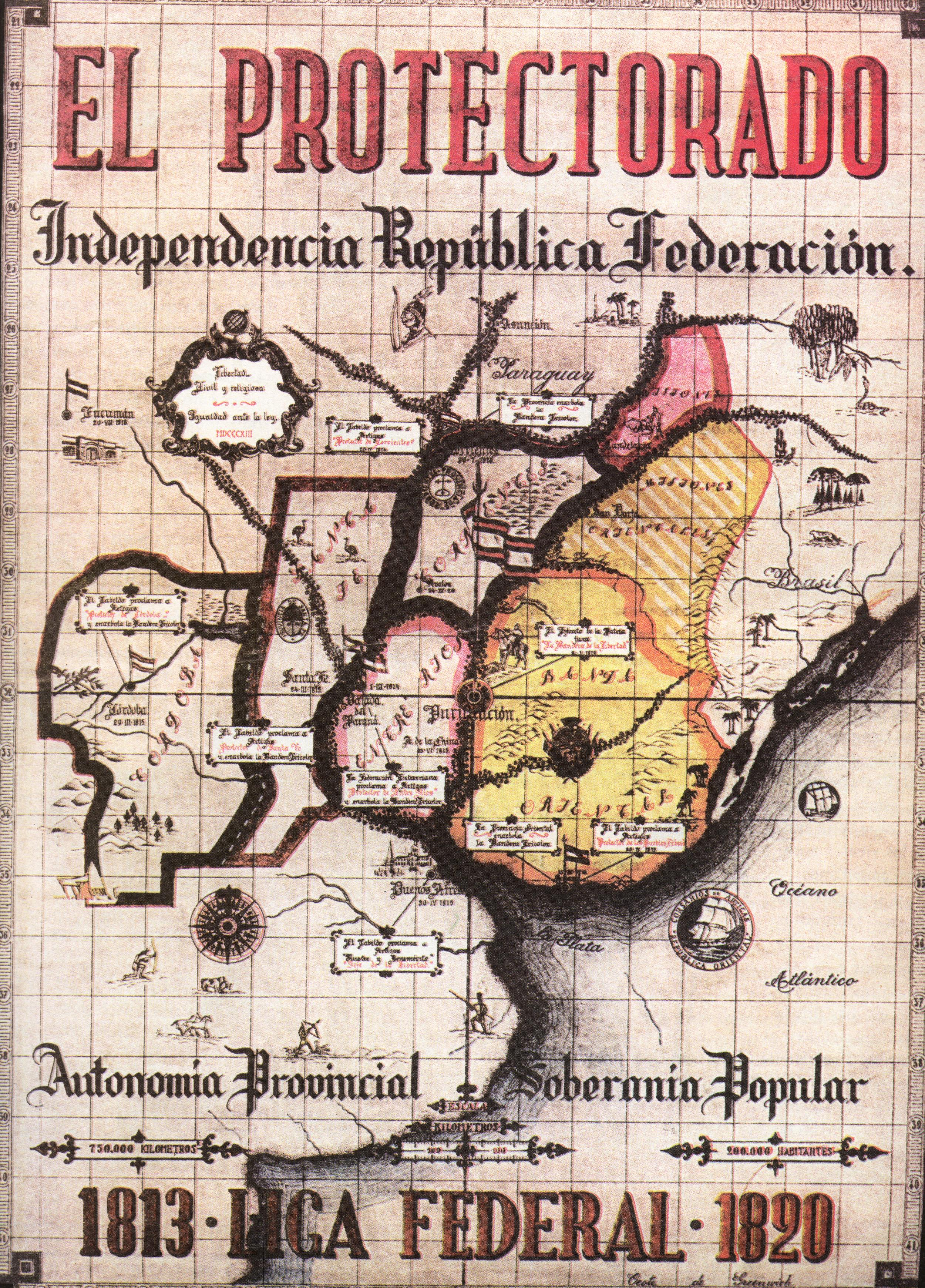
Antigo mapa do Protetorado de Artigas e da Liga Federal (1813-1820).

 Em 1814, o Diretor Supremo Gervasio Antonio de Posadas, fazendo uso de poderes extraordinários que lhe foram outorgados pela Assembleia Constituinte, declarou a Concepción del Uruguay capital da província de Entre Rios, no momento da sua criação. Em 29 de junho de 1815 o General José Gervasio Artigas convocou o primeiro congresso independente, que foi celebrado na cidade com o nome de Congresso do Oriente. O mesmo tinha como propósito a declaração da independência das províncias que formavam a liga Federal e a adoção da bandeira criada por Belgrano acrescentando a divisa punzó - listra diagonal da cor vermelha simbolizando o federalismo.
Também foi decidido não comparecer ao Congresso de Tucumán a ser realizado no ano próximo, em sinal de protesto contra o directorio (Unitario) por fomentar a Invasão Luso-Brasileira à Banda Oriental e por agressões a deputados federais.
Em 19 de maio 1818, a vila foi tomada de surpresa e saqueada pelas forças Portuguesas, um evento conhecido como a Surpresa Arroyo de la China.
Em 1 de fevereiro de 1820 o General Francisco Ramírez, aliado com o governador de Santa Fe Estanislao López, comandou o exército federal que derrotou José Rondeau na Batalha de Cepeda, assinando logo após o Tratado de Pilar. Mais tarde, Ramirez afastou-se de López e no 29 de setembro do mesmo ano, proclamou a República de Entre Rios, que também incluía as atuais províncias de Corrientes e Missões (em parte), sendo a capital Concepción del Uruguay. No entanto, a vida desta república seria efêmera, já que se dissolveria logo depois da morte de Ramirez ocorrida em 10 de julho de 1821.
Em 1826 o General Justo José de Urquiza, em seu papel como deputado, ele promoveu a lei que deu  o status de cidade a Concepción del Uruguay.
Em 1843 tropas da Província de Corrientes lideradas pelo general Joaquín Madariaga fariam o desembarque com o frustrado fim de tomar a cidade.

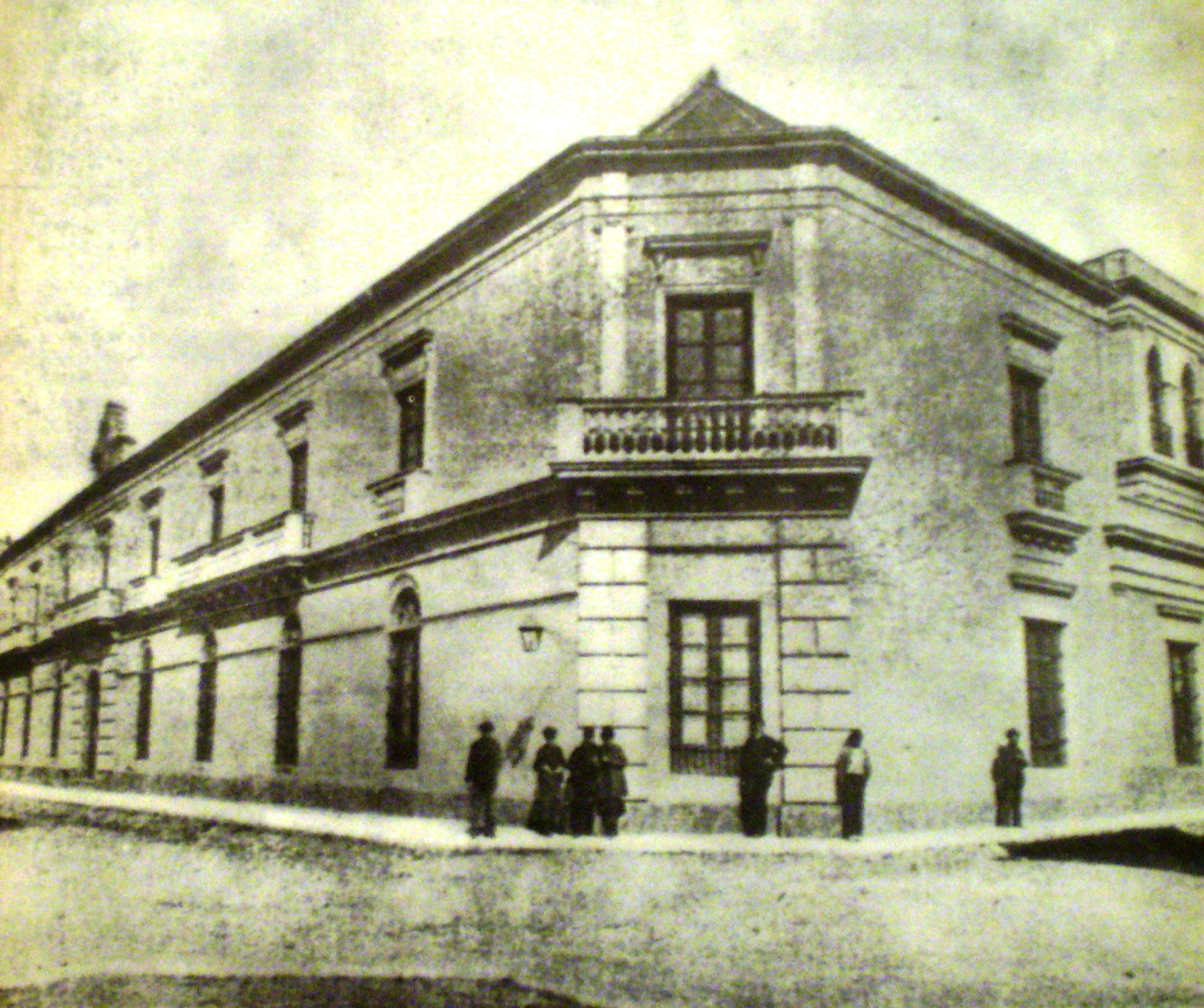
Foto do século XIX, o Colégio do Uruguai, é possível apreciar o seu telhado original.

 Em 1848 Urquiza, e como governador de Entre Ríos, criou na cidade o Colégio do Uruguai, o primeiro no país de caráter laico.
Em 1851 ocorreu, ao pé da pirâmide central da Praça General Francisco Ramirez, a Pronunciamento de Urquiza contra Juan Manuel de Rosas, um ato que conduz à Batalha de Caseros em 3 de fevereiro de 1852, na qual foi o vencedor Urquiza e abriu o caminho para a promulgação da Constituição no ano seguinte.
A Convenção Provincial reunida na cidade em 1860 para sancionar a Constituição Provincial a declararia capital provincial novamente, função que teria até o ano do centenário, 1883, quando a capital foi definitivamente transferida para a cidade de Paraná.
Em 1 de janeiro de 1873, o município foi formalmente criado. Também nesse ano, durante o auge do Normalismo Domingo Faustino Sarmiento criou na cidade a segunda Escola Normal da cidade, após da Paraná e a primeira de mulheres.

### No final do século XIX e início do século XX
Em 30 de junho de 1887, foi habilitada a conexão ferroviária através da linha que após fora integrada no Ferrocarril General Urquiza com as cidades de Paraná, Nogoyá e Rosario del Tala. Também nesse ano reformou-se o porto, que em 1910 atingiria sua melhor época a partir de ser a sua alfândega uma das más importantes do país.

### O desenvolvimento industrial
Ao longo do século XX, a cidade continuou tendo importância no nível cultural e económico, contribuindo na industrialização em curso no país e se estabelecendo ali importantes indústrias.
Em 1994 celebrou-se no Palácio San José, o juramento da Reforma Constitucional.

## Geografia

### Localização
A cidade está localizada nas coordenadas 32° 29′ 04″ S, 58° 14′ 13″ O, situada no Arroio Molino e o riacho Itapé, ambos afluentes do Rio Uruguai.
De acordo com a Lei Provincial n º 5149 de 25 de julho de 1972, a raio local ou espaço urbano limita-se da seguinte forma: ao norte, pela coordenada 14 do paralelo 32º24' sul do Equador, a partir do Rio Uruguai até o arroio Molino e pelo talvegue até  a coordenada 72º58' oeste de Greenwich; ao oeste, pela coordenada do Arroio Molino ate o arroio El Tala pelo sul; e ao sul, pelo arroio El Tala até sua foz.
A urbe, foi delimitada em 5 de novembro de 1958 pela ordenança nº 1842, tendo como limites: ao norte, arroio Curro; ao sul, arroio da China, ao leste, arroio Molino e o riacho Itapé; e ao oeste, rua  35 del oeste. Ao longo dos anos a cidade cresceu, o que provocou a expansão para além dos limites acima referidos.
Como pode ser visto, os limites são determinados principalmente por meio de cursos hidrográficos para a cidade e para o Departamento Uruguai.

## Demografia
A população total da cidade em 2001 era de 64.954 habitantes (Censo INDEC), dos quais 51,7% são mulheres e um 48,3% homens. A população de 2007 é estimado em 75 mil habitantes aproximadamente.
A etnia da população mudou ao longo do tempo. Uma mistura de indígena guarani e espanhóis na sua origem até uma mistura de imigrantes principalmente europeus e constituem a maioria. Os imigrantes vieram de Espanha, Itália, França, Alemanha, o ex-Jugoslávia, países Árabes e outras nacionalidades. A imigração judaica tem sido muito importante cerca de um século atrás, a maioria Ashkenazi é da Europa Oriental.
Dadas as características geográficas da zona urbana e suas limitações derivadas de rios e córregos, especialmente no leste e sul da cidade, tem crescido bastante desigual. A maior concentração populacional ocorre no centro administrativo, que inclui os bairros ao redor e perto da Praça General Francisco Ramírez, ao passo que a concentração diminui à medida que a cidade posiciona se para o oeste, a principal direção de expansão atual.

## Educação

### Universidades

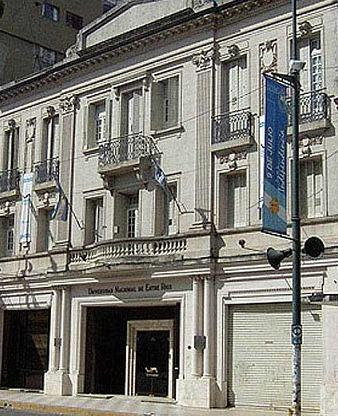
Prédio da Reitoria da UNER.

A cidade possui quatro universidades, três dos quais são de gestão pública (duas nacionais e provinciais) e uma de gestão privada. Elas somam dez faculdades. Duas dessas instituições têm na cidade a sede da sua reitoria.
Universidade de Concepción del Uruguay (UCU)
- Faculdade de Ciências Econômicas
- Faculdade de Arquitetura e Urbanismo
- Faculdade de Ciências Agrárias
- Faculdade de Ciências Jurídicas e Sociais
- Faculdade de Ciências da Comunicação e da Educação

Universidade Tecnológica Nacional (UTN)
- Faculdade Regional de Concepción del Uruguay

Universidade Nacional de Entre Ríos (UNER)
- Reitorado
- Faculdade de Ciências da Saúde

Universidad Autónoma de Entre Ríos ( UADER)
- Faculdade de Ciências Humanas, Letras e Ciências Sociais
- Faculdade de Ciência e Tecnologia
- Faculdade de Ciências de Gestão

### Outras Instituições de ensino superior
Além do nível universitário que oferece, Concepción del Uruguay tem instituições de níevl superior como o Instituto de Formação Docente Carolina Tobar Garcia .

### Nível médio

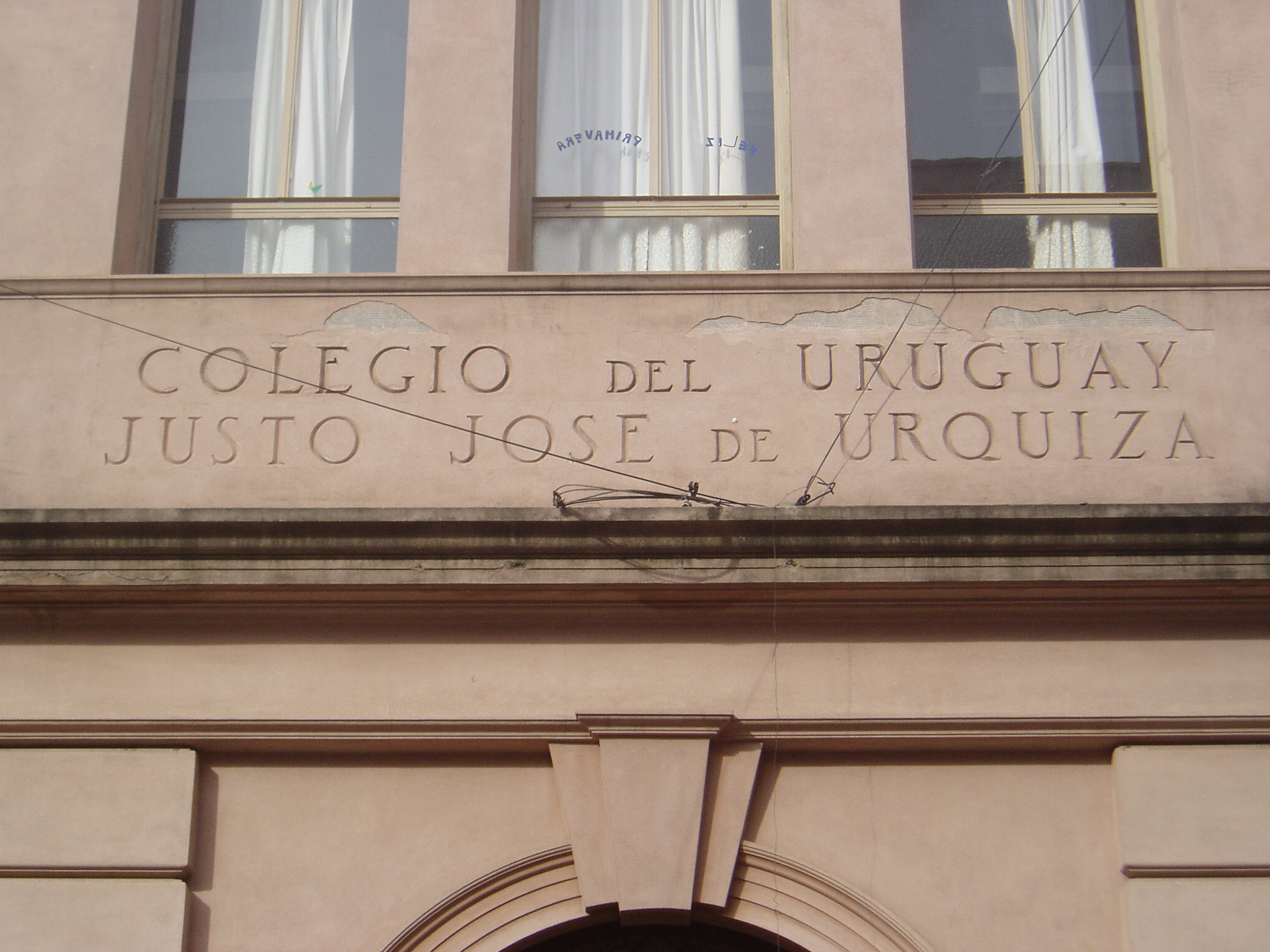
Fachada del Colegio del Uruguay "Justo José de Urquiza".

Entre os muitos estabelecimentos que existem na cidade incluem Colegio Superior del Uruguay Justo José de Urquiza, primeiro no país de  caráter laico,  a Escuela Normal Superior en Línguas Vivas Mariano Moreno, em segundo lugar no país e as Escolas de Ensino Técnico nº1 Ana Urquiza Victorica e nº 2 Francisco Ramirez.

## Economia

### Porto
O porto é considerado um dos maiores do país. Permite a operação de navios e embarcações fluviais e ultramarinos, alguns de grande porte. Tem sido tradicionalmente um porto de exportação de cereais e oleaginosas, más também a madeira. Possui um cais para a descarga de combustível.
As instalações portuárias, tem um elevador terminal com capacidade de armazenamento de 30.000 toneladas e 1.200 t de carga / hora. Seis (6) armazéns de 2.200 m² cada e uma capacidade de armazenamento total de 24.000 t. Possui uma área de 170.000 m², com sua extensão de cerca de 1.550 metros por 125 metros de largura aproximadamente, e pode- se amarrar ao longo do mesmo vários navios ultramarinos e cabotagem, ao mesmo tempo.
Locais de amarração: tem 23 cais no total, 13 para cargas em geral, 4 para produtos refrigerados, 5 graneleiros e 1 para descarga de combustível.
Existe também uma zona "franca". A Zona Franca de Concepción del Uruguay foi criada em 1910 pela Lei nº 8.092 e regulamentada, 82 anos mais tarde, pelo Poder Executivo Nacional por meio dos Decretos nº 1935/92 e nº 2409/93. A de Entre Ríos é uma Zona Comercial, de Serviços e Industrial para a exportação. O terreno da zona franca abrange uma área de 111 hectares que estão localizados perto da interseção das rodovias Nacional Nº 14 e Provincial N° 39, margeando o Parque Industrial de Concepción del Uruguay.

### Indústria
Destaca-se como actividade industrial à frigorificação de aves, com três plantas de abate e de processamento de aves emprega mais de 2.500 pessoas só na vila. A maioria da produção é para exportação. A agroindústria é importante porque tem arrozeiras, moinhos de farinha, fábricas de processamento e outros óleos vegetais. A indústria da madeira, da carroçaria e a metalurgia também são notáveis. A cidade tem um parque industrial nos arredores da mesma com instalações adequadas para o estabelecimento de grandes fábricas.

## Cultura

### Museus
- Museu Casa de Delio Panizza: Casa colonial do 1793, desde menino morou ali o caudilho Francisco "Pancho" Ramirez, o último morador da mesma foi o Dr. Delio Panizza, um importante coleccionador. Na sua morte, a casa se tornou um museu. Mantém em suas salas coleções de móveis, armas, quadros, prataria e peças importantes pelo seu valor histórico. Hoje é Monumento Histórico Nacional.
- Museu Andrés García: Originalmente foi chamado de Museu Entrerriano, obra do coleccionador Andrés García, são exibidas em suas salas coleções de louças, leques, itens arqueológicos, imagens religiosas, prataria e peças de interesse pelo seu valor histórico. É Museu Municipal e desde 2004 ocupa a sua nova sede em "La Casa de Urquiza".
- Museu da Riveira foi inaugurado em 2005 no antigo edifício da Alfândega, a fim de preservar a rica história do porto. Lá pode-se ver peças e fotografias do antigo Ministério e a alfândega na sala de exposições.
- Sala Evocativa Malvinas - Daniel Francisco Sirtori: centro de ex-conscritos combatentes das ilhas Malvinas.
- Museu Provincial de Desenho e Gravura “Artemio Alisio”
- Museu Arte Maya “Yax Kuauhtemallan”
- Museo Histórico Evocativo do Colégio do Uruguay
- Galería/Atelier "La Folie"
- Galeria/Atelier "Novo Salón de Arte "

### Mercado de Arte "3 de Fevereiro"
Espaço cultural inaugurado junto ao "Associação Protetores do Mercado", composto por artesãos e artistas da cidade e estrangeiros, entre os quais destaca-se o ebanista cubano, premiado internacionalmente Erbium Leonel Díaz. No salão você pode encontrar de tudo, desde artesanato de diversas técnicas até um estudo de TV e rádio, um laboratório de fotografia e uma sala onde estão protegidos objetos evocativos do edifício original.

### Arte e espetáculos
A cidade de Concepción del Uruguay, é uma das poucas cidades com uma orquestra municipal de tango (reconhecida internacionalmente). Esta cidade tem cinemas e teatros.

## Comunicação

### Rádio

#### Rádios AM
A única rádio de Amplitude modulada de Concepción del Uruguay é LT11 Radio General Francisco Ramírez que irradia seus programas na frequência de 1560 kHz. Esta emissora pertence ao Estado Nacional.

#### Rádios FM
Existem vários rádios de Frequência modulada em Concepción del Uruguay. As que tem destaque são:
- FM Bom Anuncio 95.7 MHz: Pertence à Diocese de Gualeguaychú.
- FM Areias: que pertence a LT11
- FM Sensações: que conta com duas frequências. Numa retransmite Radio Mitre e na outra A 100
- FM Animal 100.7 MHz
- Rádio Franca
- Rádio 9
- Rádio Total

### Jornais
Entre os jornais da Cidade têm destaque: 
- Diario La Prensa Federal.
- Diario La Calle de Concepción del Uruguay
- Diario El Día de Concepción del Uruguay.
- http://www.03442.com.ar

### Televisão
O único canal de televisão, dedicado às notícias locais é o "Canal 2 de Cablevision."
Também possui 3 canais de televisão (Canal 9, que retransmite o sinal do Canal 7 da Argentina, Canal 9 Justo José de Urquiza "Paraná", que produz sua própria programação e retransmite o sinal do canal 13 ARTEAR. E o Canal 5 Local propriedade da empresa VTS SA. Ramiro Nieto: televisão que produz programação local e retransmissão da sinal do canal educativo Encontro)

## Transportes

### Estação Rodoviária
A cidade tem uma Rodoviária que ocupa um quarteirão inteiro entre as ruas Galarza, Rocamora, Scelzi e BV. Constituintes.
Antigamente junto com a rodoviária funcionava o ex-Hotel Francisco Ramírez (Atualmente Abandonado). O prédio do hotel era uma torre de cerca de 4 andares, tinha uma sala de jantar no piso térreo, que agora funciona o Guardia Urbana.
No futuro, uma nova rodoviária será construída em substituição a esta, pela estrada velha a San Justo (Futura nova entrada para a cidade) e Bv. Uncal.

### Trens
Durante o governo peronista de Carlos Menem, os ramos de Entre Rios, foram abandonados. Em 2002, o governador Sergio Montiel recondiciona e põe em marcha os primeiros ramais da província. A partir de  março de 2010, o trem voltou a treinar Concepción del Uruguay e Paraná através de 24 localidades em Entre Rios. O serviço tem duas frequências semanais.
Em 19 de dezembro 2009 realizou um teste de condução na estação ferroviária da cidade, na presença do prefeito Marcelo Bisogni e o governador da província de Sergio Urribarri.
Foi a primeira vez em 18 anos que o trem passara novamente em Concepción del Uruguay 

## Pessoas com destaque nascidas em Concepción del Uruguay
- Francisco Ramírez (militar e caudilho federal, criador da República de Entre Rios)
- Ricardo López Jordán (padre) (militar, governador e caudilho)
- Justo José de Urquiza (militar, caudilho federal, político e presidente da Nação entre 1854 e 1860, artífice da primeira Constituição Nacional e a Organização Nacional)
- Gaucho Rivero: Peão rural que encabeçou a resistência nas Ilhas Malvinas
- Ricardo López Jordán (militar, governador e caudilho federal, acusado de instigar o assassinato do Gal. Urquiza)
- Agustín Pedro Justo (militar, político, diplomático e presidente da Nação entre 1932 e 1938)
- Celia Torrá (violinista)
- Teresa Ratto (primeira médica entrerriana e segunda do país)
- José Antonio Chamot (jogador de futebol, integrante do selecionado argentino nos mundiais de 1994 e 1998)
- Mohamed Alí Seineldín (Militar, alcançou o rango de Coronel no Exército Argentino. Conhecido por sua participação na Guerra de las Malvinas e o Alzamiento carapintada.)
- Leandro Palladino (jogador de basquete, integrante do selecionado argentino vice-campeão mundial em 2002)
- Claudio Pocho Lepratti (sacerdote e trabalhador social assassinado pela polícia em Rosario, perante a crise socioeconômica de dezembro de 2001)
- Alfredo Bravo (professor, sindicalista e político, presidente do Partido Socialista de Argentina, deputado e senador eleito da Nação, fundador de CTERA)
- Gustavo Sylvestre, periodista televisivo e condutor.
- Prospéro Bonelli, piloto de turismo carretera.
- Nicolas Bonelli, piloto de turismo carretera pista.
- Eduardo Olmos, nascido em C.del Uruguay em 31 de outubro de 1943, Advogado, Escritor e Navegante. Viajou a bordo da Fragata Libertad perante a Regata do Bicentenario, que circum-navegou a vela América do Sul. Quase cinco meses foram publicados pelo jornal La Nación os seus "Relatos e Vivências da Regata do Bicentenário" com fotos de todo seu percurso. Estes relatos foram reproduzidos em oito idiomas. Atualmente como sócio da Associação Amigos da Fragata Libertad, tem feito uma marcha à Fragata Libertad, tocada pela Banda da Armada e que foi escutada e cantada a bordo por primeira vez em 24 de novembro de 2010.
- Walter Kannemann, jogador de futebol que atua como zagueiro e atualmente defende o Grêmio.